# Coppa della Super League 2004 (Cina)
La Coppa della Super League 2004 (2004中国足球协会超级联赛杯S, 2004 Zhōngguó Zúqiú Xiéhuì Chāojí Liánsài BēiP) è stata la prima edizione della Coppa della Super League. Le prime partite del primo turno si sono svolte il 2 giugno 2004, quelle di ritorno il 6 giugno. Lo Shandong Luneng Taishan ha vinto il titolo dopo aver battuto in finale lo Shenzhen Jianlibao 2-0 in finale.

## Calendario
Il calendario è stato ufficializzato dalla Federazione calcistica della Cina.
| Fase              | Turno      | Sorteggi | Andata           | Ritorno          |
| ----------------- | ---------- | -------- | ---------------- | ---------------- |
| Turni eliminatori | 1º turno   | 2004     | 2 giugno 2004    | 6 giugno 2004    |
| Turni eliminatori | 2º turno   | 2004     | 1º luglio 2004   | 4 luglio 2004    |
| Fase finale       | Semifinali | 2004     | 18 agosto 2004   | 22 agosto 2004   |
| Fase finale       | Finale     | 2004     | 11 dicembre 2004 | 11 dicembre 2004 |

## Squadre
| Squadre          | Rank         |
| Jia-A League     | Jia-A League |
| ---------------- | ------------ |
| Shanghai Shenhua | 1            |
| Inter Shanghai   | 2            |
| Dalian Shide     | 3            |
| Shen. Jianlibao  | 4            |

| Squadre          | Rank         |
| Jia-A League     | Jia-A League |
| ---------------- | ------------ |
| Shenyang Ginde   | 5            |
| Liaoning         | 6            |
| Chongqing Lifan  | 7            |
| S. Guancheng     | 8            |
| Beijing Xiandai  | 9            |
| Tianjin Teda     | 10           |
| Qingdao Beilaite | 11           |
| Shandong Taishan | 12           |

## Primo Turno
| Squadra 1        | Totale | Squadra 2       | Andata | Ritorno |
| ---------------- | ------ | --------------- | ------ | ------- |
| Tianjin Teda     | 11 – 0 | Shenyang Ginde  | 4 – 0  | 7 – 0   |
| Shandong Taishan | 6 – 2  | Beijing Xiandai | 5 – 0  | 1 – 2   |
| Qingdao Beilaite | 2 – 3  | Liaoning        | 2 – 1  | 0 – 2   |
| S. Guancheng     | 5 – 3  | Chongqing Lifan | 4 – 0  | 1 – 3   |

## Secondo Turno
| Squadra 1        | Totale | Squadra 2        | Andata | Ritorno |
| ---------------- | ------ | ---------------- | ------ | ------- |
| Shandong Taishan | 1 – 1  | Dalian Shide     | 0 – 0  | 1 – 1   |
| Liaoning         | 1 – 4  | Shanghai Shenhua | 0 – 0  | 1 – 4   |
| Shen. Jianlibao  | 4 – 3  | S. Guancheng     | 2 – 0  | 2 – 3   |
| Tianjin Teda     | 5 – 3  | Inter Shanghai   | 5 – 2  | 0 – 1   |

## Semifinali
| Squadra 1        | Totale | Squadra 2        | Andata | Ritorno |
| ---------------- | ------ | ---------------- | ------ | ------- |
| Shandong Taishan | 3 – 3  | Shanghai Shenhua | 1 – 0  | 2 – 3   |
| Tianjin Teda     | 5 – 7  | Shen. Jianlibao  | 3 – 3  | 2 – 4   |

## Finale
| Arbitro: | Hiroyoshi Takayama |

|                             |           |  |
| 33’ Shu Chang 50’ Wang Chao | Marcatori |  |

## Tabellone
|  | Primo turno      | Primo turno      |                  |                  | Secondo turno | Secondo turno    |   |  | Semifinali | Semifinali |  |  | Finale | Finale |
|  |                  |                  |                  |                  |               |                  |   |  |            |            |  |  |        |        |
|  |                  |                  |                  |                  |               |                  |   |  |            |            |  |  |        |        |
|  |                  |                  |                  |                  |               |                  |   |  |            |            |  |  |        |        |
|  | Dalian Shide     | 1                |                  |                  |               |                  |   |  |            |            |  |  |        |        |
|  | Dalian Shide     | 1                | Shandong Taishan | 6                |               |                  |   |  |            |            |  |  |        |        |
|  |                  | Shandong Taishan | Shandong Taishan | 6                | 1             |                  |   |  |            |            |  |  |        |        |
|  | Beijing Xiandai  | Shandong Taishan | 2                |                  | 1             | Shandong Taishan | 3 |  |            |            |  |  |        |        |
|  | Beijing Xiandai  |                  | 2                |                  |               | Shandong Taishan | 3 |  |            |            |  |  |        |        |
|  |                  |                  |                  | Shanghai Shenhua | 3             |                  |   |  |            |            |  |  |        |        |
|  | Shanghai Shenhua | 4                |                  | Shanghai Shenhua | 3             |                  |   |  |            |            |  |  |        |        |
|  | Shanghai Shenhua | 4                | Qingdao Beilaite | 2                |               |                  |   |  |            |            |  |  |        |        |
|  |                  | Liaoning         | Qingdao Beilaite | 2                | 1             |                  |   |  |            |            |  |  |        |        |
|  | Liaoning         | Liaoning         | 3                |                  | 1             | Shandong Taishan | 2 |  |            |            |  |  |        |        |
|  | Liaoning         |                  | 3                |                  |               | Shandong Taishan | 2 |  |            |            |  |  |        |        |
|  |                  |                  |                  | Shen. Jianlibao  | 0             |                  |   |  |            |            |  |  |        |        |
|  | Inter Shanghai   | 3                |                  | Shen. Jianlibao  | 0             |                  |   |  |            |            |  |  |        |        |
|  | Inter Shanghai   | 3                | Shenyang Ginde   | 0                |               |                  |   |  |            |            |  |  |        |        |
|  |                  | Tianjin Teda     | Shenyang Ginde   | 0                | 5             |                  |   |  |            |            |  |  |        |        |
|  | Tianjin Teda     | Tianjin Teda     | 11               |                  | 5             | Tianjin Teda     | 5 |  |            |            |  |  |        |        |
|  | Tianjin Teda     |                  | 11               |                  |               | Tianjin Teda     | 5 |  |            |            |  |  |        |        |
|  |                  |                  |                  | Shen. Jianlibao  | 7             |                  |   |  |            |            |  |  |        |        |
|  | Shen. Jianlibao  | 4                |                  | Shen. Jianlibao  | 7             |                  |   |  |            |            |  |  |        |        |
|  | Shen. Jianlibao  | 4                | S. Guancheng     | 5                |               |                  |   |  |            |            |  |  |        |        |
|  |                  | S. Guancheng     | S. Guancheng     | 5                | 3             |                  |   |  |            |            |  |  |        |        |
|  | Chongqing Lifan  | S. Guancheng     | 3                |                  | 3             |                  |   |  |            |            |  |  |        |        |
|  | Chongqing Lifan  |                  | 3                |                  |               |                  |   |  |            |            |  |  |        |        |

## Classifica marcatori
| Gol | Rigori |  | Giocatore      | Squadra            |
| --- | ------ |  | -------------- | ------------------ |
| 4   |        |  | Bogdan Mara    | Tianjin Teda       |
| 3   | 1      |  | Cao Yang       | Tianjin Teda       |
| 3   | 1      |  | Han Yanming    | Tianjin Teda       |
| 3   | 1      |  | Djima Oyawolé  | Shenzhen Jianlibao |
| 3   |        |  | Zoltán Kovács  | Shenzhen Jianlibao |
| 2   |        |  | Wei Zhonghu    | Tianjin Teda       |
| 2   |        |  | Lu Yan         | Tianjin Teda       |
| 2   |        |  | Liu Jindong    | Shandong Luneng    |
| 2   | 1      |  | Nicolas Ouédec | Shandong Luneng    |
| 2   |        |  | Song Lihui     | Shandong Luneng    |
| 2   |        |  | Li Jinyu       | Shandong Luneng    |
| 2   | 1      |  | Zhang Yonghai  | Liaoning           |
| 2   |        |  | Saúl Martínez  | Shanghai Shenhua   |
| 2   | 2      |  | Zé Alcino      | Inter Shanghai     |
| 2   |        |  | Li Yi          | Shenzhen Jianlibao |
| 2   |        |  | Branko Jelić   | Beijing Hyundai    |